# Anaulacodesmus areatus
Anaulacodesmus areatus är en mångfotingart som först beskrevs av Carl Graf Attems 1898.  Anaulacodesmus areatus ingår i släktet Anaulacodesmus och familjen orangeridubbelfotingar. Inga underarter finns listade i Catalogue of Life.